# Camero
Camero, Comornica o Comornik (in croato: Komornik) è un isolotto disabitato della Croazia situato nel mare Adriatico tra Pasman e la costa dalmata, nel canale di Pasman (Pašmanski kanal); fa parte dell'arcipelago zaratino. Amministrativamente appartiene al comune di Pasman, nella regione zaratina.

## Geografia
Camero si trova a nord-est di valle Lucina (Lučina) e del villaggio di Pasman, da cui dista circa 1 km, e a 650 m dal porto di Torrette (sulla costa dalmata); è situato inoltre 300 m a nord dell'isola di Sant'Andrea. Misura circa 600 m di lunghezza per 280 m di larghezza); ha una superficie di 0,152 km², uno sviluppo costiero di 1,59 km ed un'altezza massima di 16 m.
L'isolotto è dotato di un faro di segnalazione a nord. Un altro faro segnala una secca (pličina Minevra) tra Camero e il porto di Torrette.

### Isole adiacenti
- Galesno (Galešnjak), a nord-ovest, a 1,1 km[2].
- Ricciul[5][12] (Ričul), isolotto rotondo dotato di un segnale luminoso[13] a nord, a 890 m di distanza; ha una superficie di 0,023 km²[1], una costa lunga 0,55 m[1] e un'altezza di 23 m[2] 43°58′38″N 15°23′20″E.
- Sant'Andrea (Babac), a sud.

### Cartografia
- (HR) Mappa topografica della Croazia 1:25000, su preglednik.arkod.hr. URL consultato il 25 ottobre 2017.
- G. Giani, Carta prospettiva delle Comuni censuarie della Dalmazia, foglio 2, 1839. Fondo Miscellanea cartografica catastale, Archivio di Stato di Trieste.
- Carta di cabottaggio del mare Adriatico, foglio VII, Milano, Istituto geografico militare, 1822-1824. URL consultato il 25 ottobre 2017 (archiviato dall'url originale il 13 aprile 2013).